# Насилие в исламе
Применение политически и религиозно мотивированного насилия в исламе восходит к его ранней истории. Ислам сформировался на основе действий, высказываний и постановлений исламского пророка Мухаммеда, его сподвижников и первых халифов VII-IX веков н. э. Шариат устанавливает подробные правила применения насилия, включая телесные наказания и смертную казнь, а также правила, определяющие условия, способы и цели ведения войны.

## Юридическая основа
Законы шариата — основные исламские религиозные законы, основанные на религиозных предписаниях ислама. Коран и мнения Мухаммеда (то есть Хадисы и Сунна) являются основными источниками шариата. Для тем и вопросов, которые напрямую не рассматриваются в этих первоисточниках, используются положения шариата. Выводы из них в различных течениях ислама различаются между собой, а также в различных школах юриспруденции, таких как ханафитская, маликитская, шафиитская, ханбалитская и джафаритская. Шариат в этих школах выводится иерархически с использованием одного или нескольких из следующих принципов: иджма (обычно консенсус сподвижников Мухаммеда), кияс (аналогия, полученная из первоисточников), истихсан (правило, которое служит интересам ислама по усмотрению исламских юристов) и урф (обычаи). Шариат — важный источник законодательства в различных мусульманских странах. Некоторые страны применяют все или большинство законов шариата, в том числе Саудовская Аравия, Судан, Иран, Ирак, Афганистан, Пакистан, Бруней, Объединённые Арабские Эмираты, Катар, Йемен и Мавритания. В этих странах продолжают практиковаться в судебном или внесудебном порядке наказания, предписанные шариатом, такие как обезглавливание, порка и забивание камнями. Введение шариата является давней целью исламистских движений по всему миру, но попытки навязать шариат сопровождались сопротивлением, насилием и даже войнами. Различия между шариатом и светским правом привели к продолжающимся спорам о том, совместим ли шариат со светскими формами правления, правами человека, свободой мысли и правами женщин.

## Виды насилия

### Ислам и война

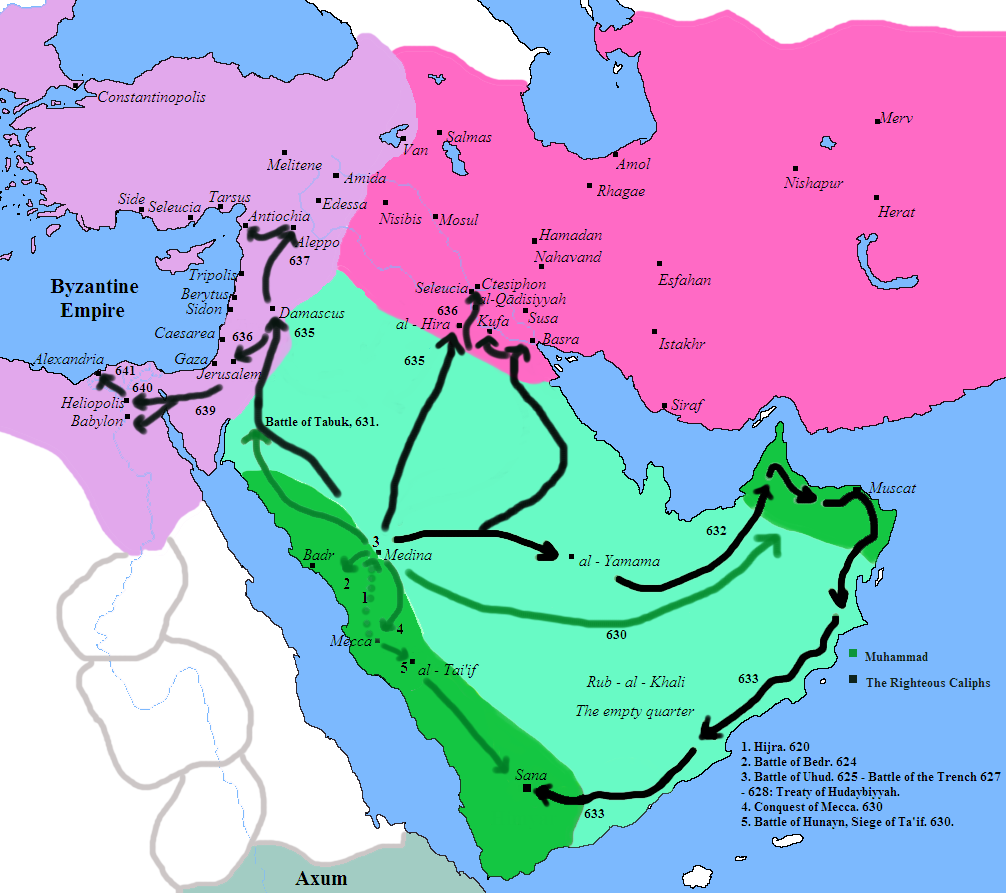
Завоевания Мухаммеда и Праведных халифов

Первые военные постановления были сформулированы в течение первых ста лет после того, как Мухаммед основал исламское государство в Медине. Они развивались на основе Корана и хадисов, а их ключевыми темами стали справедливость войны и предписание джихада. Постановления не распространяются на распри и вооружённые конфликты в целом.
Современная западная точка зрения о необходимости чёткого разделения церкви и государства впервые была законодательно закреплена только спустя 18 столетий существования христианства в западном мире. Хотя некоторые правительства с преобладающим мусульманским населением, такие как Турция и многие бывшие советские республики с преобладающим мусульманским населением, официально пытались использовать этот принцип разделения властей, тем не менее, эта концепция в некоторой степени остаётся в состоянии постоянной эволюции и изменения в мусульманском мире. В исламе никогда не было официально признанной традиции пацифизма, и на протяжении всей его истории война была неотъемлемой частью исламской теологической системы. Со времён Мухаммеда ислам считал войну законным выражением религиозной веры и допускал её использование для защиты ислама.
К использующему определённые пацифистские элементы суфийскому меньшинству терпимы многие правительства мусульманского большинства. Некоторые известные мусульманские священнослужители, такие как Абдул Гаффар-хан, также разработали альтернативные ненасильственные мусульманские теологии. Некоторые полагают, что формальное исламское юридическое определение войны имеет неразрывную и постоянную связь между политическими и религиозными оправданиями войны в исламе. Кораническая концепция джихада включает в себя аспекты как физической, так и внутренней борьбы.

#### Джихад
Джихад — исламский термин, обозначающий религиозную обязанность мусульман следовать религии. В арабском языке слово джихад означает «стремиться, прилагать усилия, бороться, проявлять упорство». Человек, занимающийся джихадом, называется моджахедом. Слово джихад часто встречается в Коране, часто в идиоматическом выражении «упорство на пути Бога (аль-джихад фи сабил Аллах)», для обозначения акта стремления служить целям Аллаха на земле. Согласно классическому шариатскому праву Шафии «Опора идущего и орудие отшельника», джихад — это война, которую следует вести против немусульман, а слово джихад этимологически происходит от слова «муджахада», то есть от войны, которую следует вести для установления религии. Джихад иногда называют шестым столпом ислама, хотя подобного официального статуса у него нет. Однако у шиитов-двунадесятников джихад — один из десяти религиозных обрядов.
Не все мусульмане и учёные согласны с определением джихада. Многие исследователи — как мусульмане так и немусульмане — а также Словарь ислама говорят о джихаде, имеющем два значения: внутренняя духовная борьба («большой джихад») и внешняя физическая борьба с врагами ислама («малый джихад»), которая может принимать насильственную или ненасильственную форму. Джихад часто переводят как «Священная война», хотя такое толкование спорно. По словам востоковеда Бернарда Льюиса, «подавляющее большинство классических теологов, юристов» и специалистов по хадисам «понимали обязанность джихада в военном смысле». Джавед Ахмад Гамиди утверждает, что среди исламских учёных существует консенсус в том, что концепция джихада всегда будет включать вооружённую борьбу с правонарушителями.
По мнению Джонатана Берки, джихад в Коране, возможно, изначально был термином против местных врагов Мухаммеда, язычников Мекки или иудеев Медины, но утверждения Корана в поддержку джихада могли быть перенаправлены, как только появились новые враги.
Первые формы военного джихада возникли после хиджры Мухаммеда и небольшой группы его последователей в Медину из Мекки и обращения многих жителей города в ислам. Первое откровение, касающееся борьбы с мекканцами, содержится в суре 22, аятах 39-40. В последние годы жизни Мухаммеда основное внимание уделялось увеличению числа союзников, а также территории, находящейся под контролем мусульман.
По словам Ричарда Эдвардса и Шерифы Зухур, наступательный джихад был типом джихада, который практиковала ранняя мусульманская община, поскольку «никаких оборонительных действий было бы недостаточно, чтобы защитить их от союзных племенных сил, полных решимости их истребить». Джихад как коллективная обязанность (Фард Кифая) и наступательный джихад — синонимы в классическом исламском праве и традиции, которые также утверждали, что наступательный джихад мог быть объявлен только халифом, но «индивидуально исполняемый джихад» (Фард Айн) требовал только «осознания притеснения, направленного против ислама или исламских народов».
Тина Магаард, доцент кафедры развития бизнеса и технологий Орхусского университета, проанализировала тексты десяти крупнейших религий мира. В одном из интервью она заявила, что основные тексты ислама призывают к насилию и агрессии в отношении последователей других конфессий в большей степени, чем тексты других религий. По её утверждениям, они содержат прямое подстрекательство к терроризму[значимость факта?].
Согласно ряду источников, шиитская доктрина учит, что джихад (или, по крайней мере, полномасштабный джихад) может осуществляться только под руководством имама (который вернётся из сокрытия, чтобы принести миру абсолютную справедливость). Однако «борьба за защиту ислама» допустима до его возвращения.

##### Набеги на караваны
Гази — арабский термин, первоначально относившийся к человеку, который участвует в газве, то есть в военных походах или набегах; после возникновения ислама «газвой» также стали называть религиозную войну. Родственное слово Газва — форма единственного числа, означающая битву или военную экспедицию, часто возглавляемую Мухаммедом.
Караванные набеги представляли собой серию набегов, в которых участвовали Мухаммед и его соратники. Набеги, как правило, носили наступательный характер и проводились с целью сбора разведданных или захвата торговых товаров караванов, финансируемых курайшитами. Набеги проводились с двумя основными целями: подрывом экономики Мекки, центра власти и влияния курайшитов, и обеспечением выживания мусульманской общины. Эти рейды позволяли мусульманам добывать ресурсы и компенсировать потери имущества, которое было конфисковано у них курайшитами после изгнания из Мекки.

#### Коран

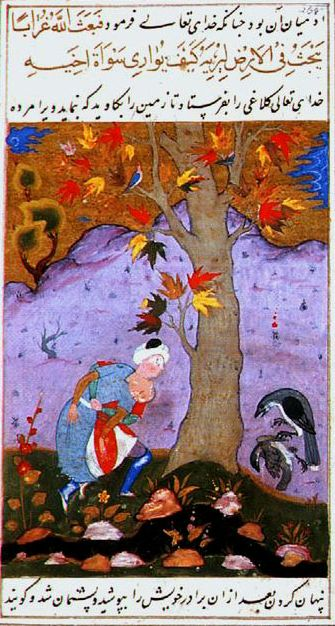
Изображение Кабиля, хоронящего Хабиля, из иллюстрированной рукописной версии «Историй пророков»; их история рассматривается как послание против убийства.

Исламская доктрина и учения по вопросам войны и мира — дискуссионная тема. Чарльз Мэтьюз пишет, что ведутся «большие споры о том, что Коран предписывает в „аятах о мече“ и „аятах о мире“». По словам Мэтьюза, «вопрос о правильной расстановке приоритетов в этих стихах и о том, как их следует понимать по отношению друг к другу, был центральным вопросом для исламской мысли о войне». По словам Дипака Гупты, «большая часть религиозного оправдания сторонниками джихада насилия против неверующих (Дар уль Куфр) основана на коранических „стихах о мече“». Коран содержит отрывки, которые могут быть использованы для прославления или одобрения насилия.
С другой стороны, учёные утверждают, что такие стихи Корана интерпретируются вне контекста. Мишлин Р. Ишай утверждает, что «Коран оправдывает войны в целях самообороны, чтобы защитить исламские общины от внутренней или внешней агрессии со стороны неисламского населения, и войны, ведущиеся против тех, кто „нарушает свои клятвы“, разрывая договор». Британский востоковед Готлиб Вильгельм Лейтнер утверждал, что джихад, даже в целях самообороны, «строго ограничен».
По словам Оливера Лимана, главенство «стихов меча» над примирительными стихами в конкретных исторических обстоятельствах было утверждено рядом исламских правоведов. Например, по словам Дианы Морган, Ибн Касир (1301—1372) говорил, что Аят о мече отменяет все мирные договоры, которые были заключены между Мухаммедом и идолопоклонниками.
До хиджры Мухаммед ненасильственно боролся со своими угнетателями в Мекке. Только после изгнания откровения Корана стали принимать более оборонительную позицию. С этого момента те, кто сомневался в необходимости идти на войну, обычно изображались как ленивые трусы, позволяющие своей любви к миру стать для них фитной.

#### Хадисы
Контекст Корана разъясняется хадисами (учениями, деяниями и высказываниями Мухаммеда). Из 199 упоминаний джихада в, вероятно, самом стандартном сборнике хадисов — Сахихе аль-Бухари — все относятся к войне.

##### Коранизм
Коранисты отвергают хадисы и принимают только Коран. Степень, в которой коранисты отвергают подлинность Сунны, различается, но наиболее авторитетные группы раскритиковали подлинность хадисов и отвергли их по многим причинам, наиболее распространённой из которых является утверждение коранистов о том, что хадисы не упоминаются в Коране как источник исламского богословия и практики, не были записаны в письменной форме в течение более чем двух столетий после смерти Мухаммеда и предположительно содержат внутренние ошибки и противоречия.

#### Ахмадие
Согласно верованиям ахмади, джихад можно разделить на три категории: джихад аль-акбар (большой джихад) — это джихад против себя и подразумевает борьбу с низменными желаниями, такими как гнев, похоть и ненависть; джихад аль-кабир (большой джихад) подразумевает мирное распространение ислама с особым акцентом на распространение истинного послания ислама посредством пера; джихад аль-асгар (малый джихад) предназначен только для самообороны в ситуациях крайних религиозных преследований, когда человек не может следовать своим основным религиозным убеждениям, и даже в этом случае только по прямому указанию халифа. Мусульмане-ахмади отмечают, что Мирза Гулам Ахмад сделал джихад в его военной форме неприменимым в нынешнюю эпоху, поскольку ислам как религия подвергается нападкам не военным путем, а посредством литературы и других средств массовой информации, и поэтому ответ должен быть таким же. Они считают, что ответом на ненависть должна быть любовь. Относительно терроризма — четвёртый халиф Общины считает, что ислам категорически отвергает и осуждает любую форму терроризма, не предоставляет никакого оправдания какому-либо акту насилия, совершенному в одиночку ли, группой ли или правительством.
Различные учёные-ахмади, такие как Мухаммед Али, Маулана Садруддин и Башарат Ахмад, утверждают, что если читать аяты Корана в контексте, то становится ясно, что Коран запрещает инициировать агрессию и разрешает сражаться только в целях самообороны.
Мусульмане-ахмади верят, что ни один аят Корана не отменяет другой аят. Все коранические стихи имеют одинаковую ценность, поскольку в них подчёркивается «непревзойденная красота и неоспоримая ценность Корана». Гармонизация явно несовместимых постановлений решается посредством их юридического опровержения в ахмадийском фикхе, так что постановление (считающееся применимым только к конкретной ситуации, для которой оно было ниспослано) является эффективным не потому, что оно было ниспослано последним, а потому, что оно наиболее подходит к данной ситуации.
Большинство мусульман считают ахмадийцев немусульманами, поскольку они считают Мирзу Гулама Ахмада, основателя Ахмадийской религии, обещанным Махди и Мессией. В ряде исламских стран, особенно в странах с преобладанием суннитов, ахмадийцы считались еретиками и подвергались различным формам религиозных преследований, дискриминации и систематического притеснения с момента зарождения движения в 1889 году.

### Ислам и преступность
Исламское уголовное право — уголовное право, соответствующее шариату. Строго говоря, в исламском праве нет отдельного корпуса «уголовного права». Оно делит преступления на три различные категории в зависимости от правонарушения — Хадд (преступления «против Бога», публичное наказание за которые установлено в Коране и Хадисах, и которые не могут быть прощены жертвой или государством — наказание за прелюбодеяние, блуд, гомосексуализм, незаконные половые отношения с рабыней, обвинение кого-либо в недозволенных половых отношениях без предоставления четырёх свидетелей-мусульман, вероотступничество, употребление одурманивающих веществ, хулиганство (например, восстание против законного халифа, другие формы причинения вреда мусульманскому государству или разбой на большой дороге), грабёж и воровство); Кисас (преступления против отдельного человека или семьи, наказанием за которые согласно в Корану и Хадисам должно быть равное возмездие, «око за око»); и Тазир (преступления, наказание за которые не указано в Коране и Хадисах и остаётся на усмотрение правителя или кади). Некоторые исследователи добавляют четвёртую категорию, Сийаса (преступления против правительства), в то время как другие считают её частью Хадда или Тазира.
Наказания варьируются от публичного избиения плетью до публичного забивания камнями до смерти, ампутации рук и распятия. В большинстве мусульманских стран публичное побивание камнями и казнь встречаются сравнительно редко, хотя они встречаются в мусульманских странах, которые следуют строгому толкованию шариата, таких как Саудовская Аравия и Иран.

#### Смертная казнь

##### Обезглавливание
Обезглавливание в классическом исламском праве было стандартным методом смертной казни. Наряду с повешением это был один из обычных методов казни в Османской империи.
На 2020-е годы Саудовская Аравия является единственной страной в мире, которая использует обезглавливание в рамках своей исламской правовой системы. Большинство казней, проводимых ваххабитским правительством Саудовской Аравии, представляют собой публичные обезглавливания, на которые обычно приходит множество людей, но которые не разрешается фотографировать или снимать на видео.
Сообщается, что обезглавливание применялось государственными властями в Иране ещё в 2001 году, но с 2014 года эта мера больше не применяется. Также обезглавливание — законная форма казни в Катаре и Йемене, но в них исполнение этого наказания приостановлено.
Негосударственные джихадистские организации, такие как «Исламское государство» и «Джамаат ат-Таухид валь-Джихад» либо проводят, либо проводили обезглавливания. С 2002 года они распространяли видеозаписи обезглавливаний, используя их как форму террора и пропаганды. Их действия были осуждены другими воинствующими и террористическими группами, а также основными исламскими учеными и организациями.

##### Забрасывание камнями
Раджм — арабское слово, означающее «побиение камнями». Обычно это слово используется для обозначения хадда, при котором организованная группа бросает камни в осуждённого или осуждённую до тех пор, пока жертва не умрет. Согласно шариату, это предписанное наказание в случае супружеской неверности, совершённой женатым мужчиной или замужней женщиной. Для приговора за прелюбодеяние требуется либо признание, либо показания четырёх свидетелей (как предписано Кораном в суре «Ан-Нур», аят 4), либо беременность вне брака, если женщина не может доказать, что беременность стала следствием изнасилования, или что ребёнок был зачат в рамках законной связи.

#### Богохульство

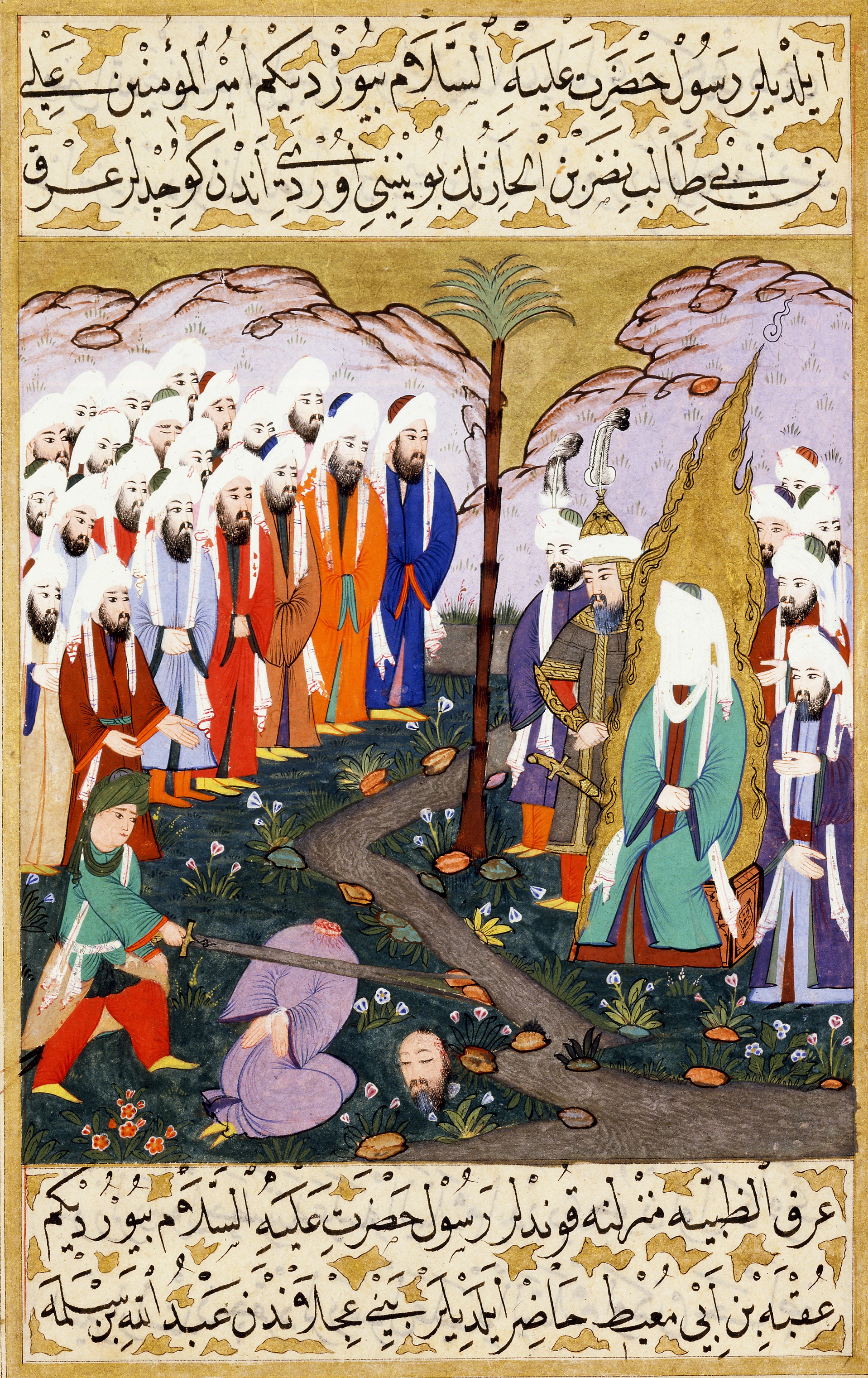
Картина из Сийер-и Неби, на которой Али обезглавливает Ан-Надра ибн аль-Хариса в присутствии Мухаммеда и его сподвижников.

Богохульство в исламе — нечестивое высказывание или действие в отношении Бога, Мухаммеда или чего-либо, что считается священным в исламе. Коран предостерегает от богохульства, но не предписывает какое-либо мирское наказание за него. Хадисы предполагают различные наказания за богохульство, в том числе смерть. В Коране есть ряд сур, касающихся богохульства, из которых для оправдания и наказания богохульников в исламской истории наиболее часто использовались аяты 5:33 и 33:57-61. Различные фикхи ислама предусматривают разное наказание за богохульство в зависимости от того, является ли богохульник мусульманином или немусульманином, мужчиной или женщиной. Наказанием могут быть штрафы, тюремное заключение, порка, ампутация, повешение или обезглавливание.
Улемы могут призвать к наказанию предполагаемого богохульника, вынеся фетву.
Согласно исламским источникам, Ан-Надр ибн аль-Харис, арабский языческий врач из Таифа, рассказывал арабам истории о Рустаме и Исфандияре и насмехался над Мухаммедом. После битвы при Бадре аль-Харис был захвачен в плен, и в отместку Мухаммед приказал Али казнить его.

#### Вероотступничество

Наказания (реальные или предлагаемые) за вероотступничество в некоторых странах с мусульманским большинством по состоянию на 2013 год.

Вероотступничество в исламе обычно определяется как сознательный отказ мусульманина от ислама словом или делом. Большинство считает вероотступничество в исламе формой религиозного преступления, а в суре «Аль-Бакара» 256 говорится, что «нет принуждения в религии».
Определение отступничества от ислама и соответствующее наказание различаются среди исламских учёных. Вероотступничество в исламе может включать в себя не только отказ мусульманина от ислама и присоединение к другой религии или отказ от религии, или подвергание сомнению или отрицание любого «основного догмата или вероучения» ислама, такого как божественность Бога, пророчество Мухаммеда, или насмешка над Богом, или поклонение одному или нескольким идолам. Термин «вероотступник» (или «муртадд») также использовался по отношению к никогда не бывшими мусульманами людям, исповедующим религии, которые ведут свое происхождение от ислама, например, последователям веры Бахаи, основанной в Иране. В вероотступничество не входят действия против ислама или обращение в другую религию, которое было недобровольным, вызванным психическими расстройствами, вынужденным или совершённым в качестве сокрытия из-за страха преследования или во время войны (такия).
Исторически большинство исламских учёных считали вероотступничество хаддом, а также грехом, актом измены, караемым смертной казнью, и исламский закон о вероотступничестве и наказании за него — одним из непреложных законов ислама. В наказание за вероотступничество может быть принудительно аннулирован брак, конфискованы в пользу опекунов и наследников дети и имущество человека, а также исполнена смертная казнь, как правило, после периода ожидания, чтобы дать вероотступнику время раскаяться и вернуться в ислам. Вероотступницы могут быть либо казнены, согласно шафиитскому, маликитскому и ханбалитскому мазхабам суннитского исламского права, либо заключены в тюрьму до тех пор, пока не вернутся в ислам, как это рекомендуют суннитские ханафитские и шиитские учёные. За какой именно вид вероотступничества наказывать, зависело от политики, существовали правовые разногласия. Некоторые ранние исламские учёные не соглашались со смертной казнью и предписывали бессрочное тюремное заключение до раскаяния. Ханафитский юрист Сарахси также призывал к тому, чтобы по-разному наказывать за немятежное религиозное вероотступничество и за вероотступничество мятежного и политического характера или государственную измену. Некоторые современные учёные также утверждают, что смертная казнь является ненадлежащим наказанием, несовместимым с предписаниями Корана 88:21-22 и «нет принуждения в религии». Допускается, что наказание за вероотступничество — не общее правило, а лишь принятое в то время, когда ранняя мусульманская община столкнулась с врагами, которые угрожали её единству, безопасности и сохранности, и нуждалась в предотвращении и наказании эквивалента дезертирства или измены, так что наказание должно применяться только в том случае, если вероотступничество становится механизмом общественного неповиновения и беспорядка (фитной). По словам Халида Абу Эль Фадля, умеренные мусульмане отвергают наказание за вероотступничество.
Для мусульман-ахмади наказания за вероотступничество нет ни в Коране, ни в учении основателя ислама Мухаммеда. Эта позиция не получила широкого признания в других ветвях ислама, и ахмади признают, что основные направления имеют различное толкование и определение вероотступничества в исламе:18–25. Улемы основных направлений ислама считают ахмади кафирами (неверными) :8 и вероотступниками.
Согласно действующим законам исламского мира, фактическое наказание для вероотступников варьируется от смертной казни до тюремного заключения или отсутствия наказания. Исламские страны с шариатскими судами используют гражданский кодекс, чтобы за вероотступничество аннулировать брак мусульманина-вероотступника и лишить его или её права опеки над детьми, а также права наследования. По состоянию на 2013 год в двадцати трёх странах с мусульманским большинством вероотступничество в исламе также каралось уголовным законодательством. В 2013—2014 годах вероотступничество было преступлением в 23 из 49 стран с мусульманским большинством. В некоторых странах, таких как Иран и Саудовская Аравия, за вероотступничество предусмотрена смертная казнь, хотя казни за это редки. Вероотступничество законно в светских мусульманских странах, таких как Турция. В многочисленных странах с исламским большинством многие лица были арестованы и наказаны за вероотступничество без каких-либо сопутствующих тяжких преступлений. В отчёте 2013 года, основанном на международном исследовании религиозных взглядов, более 50 % мусульманского населения в 6 исламских странах поддержали смертную казнь для любого мусульманина, который откажется от ислама. Аналогичный опрос мусульманского населения в Соединённом Королевстве, проведённый в 2007 году, показал, что почти треть верующих в возрасте от 16 до 24 лет считают, что мусульмане, перешедшие в другую религию, должны быть казнены, в то время как менее пятой части тех, кому за 55, придерживаются того же мнения.

#### Преступления против сексуальной неприкосновенности

В регионах с мусульманским большинством действуют законы «зина», запрещающие добрачные и внебрачные половые связи по обоюдному согласию.

Карта, показывающая страны, где публичное побивание камнями является судебной или внесудебной формой наказания, по состоянию на 2013 год

Зина — в шариате, как в четырёх школах суннитского фикха, так и в двух школах шиитского фикха, закон, касающийся незаконных сексуальных отношений между мусульманами, которые не состоят в браке друг с другом посредством никаха. Сюда входят внебрачные и добрачные половые отношения, такие как прелюбодеяние (добровольные половые отношения вне брака), блуд (добровольные половые отношения между двумя не состоящими в браке лицами), незаконные половые отношения с рабыней, и в некоторых интерпретациях содомия (мужской анальный секс). Традиционно женатый или неженатый мусульманин мог заниматься сексом вне брака с рабыней-немусульманкой, с её согласия или без такового, и такой секс не считался зина.
Согласно Корану 24:4, для доказательства того, что прелюбодеяние имело место, требуются четыре свидетеля намеренного и обоюдно добровольного акта между совершеннолетними мужчиной и женщиной, не состоящими в законном браке друг с другом. Доказательством может также служить признание, которое должно быть добровольным, основанным на юридической консультации, повторённым четырежды и сделанным человеком, находящимся в здравом уме. В противном случае обвинителю выносится приговор за клевету (наказание в виде порки или тюремного заключения), а его показания исключаются из всех будущих судебных разбирательств. Среди исламских учёных существуют разногласия по вопросу о том, являются ли женщины приемлемыми свидетельницами в случаях зина (в отношении других преступлений шариат считает двух свидетельниц равными одному свидетелю).
Зина — преступление категории хадд, о котором в многочисленных достоверных хадисах говорится, что оно заслуживает наказания в виде побивания камнями. В других случаях забивание камнями предписывается в качестве наказания за незаконный секс между мужчиной и женщиной. В некоторых суннах описывается забивание камнями после того, как нижнюю часть тела человека предварительно закапывают. На основании этих хадисов в некоторых мусульманских странах супружеские изменники приговариваются к смертной казни, а добровольный секс между не состоящими в браке людьми карается 100 ударами плетью. За измену может быть назначено до ста ударами плетью, хотя именно такое количество не обязательно, и окончательное решение принимает судья. Однако в Коране не встречается упоминаний о побивании камнями или смертной казни за измену, упоминается в качестве наказания только избиение плетью. Тем не менее, большинство учёных утверждают, что имеется достаточно доказательств из хадисов, чтобы вынести решение.
Законы шариата делают различие между супружеской изменой и изнасилованием и применяют к ним различные правила. В случае изнасилования взрослый мужчина, совершивший такой акт (насильник), должен получить наказание хадд зина, но несогласная или недействительным образом согласившаяся женщина (жертва изнасилования), в отношении которой имеются показания четырёх очевидцев, должна считаться невиновной в зина и освобождаться от хадда. Признания и судебное преследование зина на основании показаний четырёх свидетелей — редкость. Большинство случаев судебного преследования происходит, когда женщина беременеет или подвергается изнасилованию, ищет справедливости, а шариатские власти обвиняют её в зина вместо того, чтобы должным образом расследовать действия насильника. Некоторые фикхи создали принцип шубха (сомнения), согласно которому не будет никаких обвинений в зина, если мусульманин утверждает, что, по его мнению, он занимался сексом с женщиной, на которой он был женат, или с женщиной, которой он владел как рабыней.
Зина применяется только к незаконному сексу между свободными мусульманами; изнасилование рабыни-немусульманки не является зина, поскольку этот акт считается преступлением не против изнасилованной рабыни, а против владельца рабыни.
Законы о зине и изнасиловании в странах, где действуют законы шариата, являются предметом споров о правах человека и одним из многих пунктов дебатов о реформе и секуляризации в отношении ислама. Современные активисты движения за права человека называют это новой фазой гендерной политики в исламе, битвой в мусульманском мире между силами традиционализма и модернизма и использованием религиозных текстов ислама в государственных законах для санкционирования и осуществления гендерного насилия.
В отличие от активистов по защите прав человека, исламские учёные и исламистские политические партии считают, что аргументы об «универсальных правах человека» навязывают мусульманам немусульманскую культуру, являются неуважением к традиционным культурным практикам и сексуальным нормам, которые являются центральными в исламе. Законы о зина подпадают под категорию хадд, которая рассматривается как преступление против Аллаха; исламисты называют давление с предложениями по реформированию законов о зина и других законов «противоречащими исламу». Попытки международных правозащитных организаций реформировать религиозные законы и кодексы ислама используются исламистами для агитации во время политических кампаний.

##### Насилие в отношении ЛГБТ-персон
В Коране семь раз упоминается судьба «народа Лута», его уничтожение явно связано с их сексуальными практиками. Учитывая тот факт, что Коран якобы нечётко определяет наказание за содомию, исламские юристы обращаются к сборникам хадисов и сиры (рассказам о жизни Мухаммеда), чтобы подтвердить свои аргументы в пользу использования хадда.
За редкими исключениями, все учёные шариата трактуют гомосексуальные отношения как наказуемое преступление, а также как грех. Однако конкретное наказание не предписано, и обычно остаётся на усмотрение местных властей. Существует несколько методов, с помощью которых шариатские юристы предлагают убивать сексуально активных геев и лесбиянок. Одна из форм наказания — забивание камнями. Другие мусульманские правоведы установили правило иджмы, которое гласит, что лица, совершающие гомосексуальные действия, должны быть сброшены с крыш или других высоких мест, и это точка зрения большинства салафитов.
Гомосексуальность не одобряется ни обществом, ни законом в большинстве стран исламского мира. В Афганистане, Брунее, Иране, Мавритании, Нигерии, Саудовской Аравии, Объединённых Арабских Эмиратах и Йемене гомосексуальные отношения караются смертной казнью. В других странах с мусульманским большинством, таких как Алжир, Палестина, Мальдивы, Малайзия, Пакистан, Катар, Сомали, Судан и Сирия гомосексуализм незаконен.
Однополые сексуальные отношения законны в 20 странах с мусульманским большинством (Албания, Азербайджан, Бахрейн, Босния и Герцеговина, Буркина-Фасо, Чад, Джибути, Гвинея-Бисау, Ливан, Иордания, Казахстан, Косово, Кыргызстан, Мали, Нигер, Таджикистан, Турция, Западный берег Палестины, в большей части Индонезии за исключением провинции Ачех, а также на Северном Кипре). В Албании, Ливане и Турции ведутся дискуссии о легализации однополых браков. Гомосексуальные отношения между женщинами законны в Кувейте, Туркменистане и Узбекистане, но незаконны гомосексуальные действия между мужчинами.
Большинство стран с мусульманским большинством и Организация исламского сотрудничества (ОИС) выступили против мер по продвижению прав ЛГБТ в Генеральной Ассамблее ООН и в Совете ООН по правам человека. В мае 2016 года группа из 51 мусульманского государства заблокировала 11 организаций геев и трансгендеров от участия в совещании высокого уровня по борьбе со СПИДом в Организации Объединённых Наций. Однако Албания, Гвинея-Бисау и Сьерра-Леоне подписали Декларацию ООН в поддержку прав ЛГБТ. В Косово, а также в непризнанной на международном уровне Турецкой Республике Северного Кипра, где большинство населения составляют мусульмане, также действуют антидискриминационные законы.
12 июня 2016 года 49 человек погибли и 53 человека были ранены в результате массового убийства в ночном гей-клубе Pulse во флоридском штате Орландо. Это второй по числу жертв случай массовой стрельбы, совершённый одним человеком, и самый смертоносный случай насилия на почве гомофобии в истории США. Стрелок Омар Матин присягнул на верность «Исламскому государству». Следователи классифицировали этот акт как исламский теракт и преступление на почве ненависти, несмотря на то, что у Мартина были проблемы с психическим здоровьем и он действовал в одиночку. При дальнейшем рассмотрении следователи указали, что Омар Матин не проявил никаких признаков радикализма, что позволяет предположить, что клятва стрелка на верность Исламскому государству могла быть специально продуманным действием, предпринятым им, чтобы привлечь к себе больше внимания в новостях. Афганистан, Алжир, Азербайджан, Бахрейн, Джибути, Египет, Ирак, Иран, Пакистан, Саудовская Аравия, Турция, Туркменистан и Объединённые Арабские Эмираты осудили нападение. Многие американские мусульмане, включая лидеров общины, также немедленно осудили нападение. Молитвенные бдения за жертв прошли в мечетях по всей стране. Мечеть во Флориде, где иногда молился Матин, опубликовала заявление, в котором осудила нападение и выразила соболезнования жертвам. Совет по американо-исламским отношениям назвал нападение «чудовищным» и выразил соболезнования жертвам. CAIR Florida призвал мусульман сдавать кровь и вносить средства в поддержку семей жертв.

### Домашнее насилие
Некоторые толкования суры Корана Ан-Ниса, 34 говорят о том, что мужу разрешено бить жену, и это оспаривается.
Некоторые авторы, такие как Филлис Чеслер, утверждают, что ислам связан с насилием над женщинами, особенно в форме убийств чести, а другие, такие как Тахира Шахид Хан, утверждают, что к таким последствиям приводит не сама религия, а господство мужчин и подчинённое положение женщин в обществе. Публичный (например, в средствах массовой информации) и политический дискурс, посвященный обсуждению связи между исламом, иммиграцией и насилием над женщинами, вызывает большие споры во многих западных странах.
Многие учёные утверждают, что законы шариата поощряют домашнее насилие в отношении женщин, когда муж подозревает у своей жены нушуз (неповиновение, неверность, мятеж, дурное поведение). Другие учёные заявляют, что избиение жены за нушуз не соответствует современным взглядам на Коран. В некоторых консервативных переводах говорится, что мужьям-мусульманам разрешено совершать действия, известные как Идрибухунна, с применением «лёгкой силы», а иногда можно и ударять, избивать, наказывать. Современный египетский учёный Абд аль-Халим Абу Шакка ссылается на мнения Ибн Хаджара аль-Аскаляни, средневекового шафиитского суннитского богослова, и аш-Шаукани, йеменского салафитского богослова, юриста и реформатора, которые утверждают, что удары могут иметь место только в исключительных случаях. Некоторые исламские учёные и комментаторы подчеркивают, что удары, даже если они разрешены, не должны быть тяжкими
Другие толкования этого стиха утверждают, что в нём не одобряется избиение женщины, а есть призыв разлучиться с ней. Различия в толковании обусловлены различными школами исламской юриспруденции, историей и политикой религиозных институтов, реформами и образованием.
Хотя ислам разрешает женщинам разводиться из-за домашнего насилия, при подчинении законам страны развод может быть затруднён. В знак уважения к Суре 4:34 многие страны шариата отказались рассматривать или преследовать в судебном порядке случаи домашнего насилия.

## Терроризм
Исламский терроризм, по определению, является религиозно мотивированным терроризмом, которым занимаются мусульманские группы или отдельные лица, исповедующие исламские, исламские фундаменталистские или исламистские идеи или цели, такие как введение рабства. В последние десятилетия инциденты исламского терроризма достигли глобального масштаба, не только в африканских и азиатских странах с мусульманским большинством, но также в Европе, России и Соединённых Штатах, и целями этих атак были как мусульмане, так и немусульмане. В ряде наиболее пострадавших регионов с мусульманским большинством исламские террористы столкнулись с вооружёнными независимыми группами сопротивления, государственными деятелями и их доверенными лицами, а также политически либеральными протестующими мусульманами.

## Пацифизм в исламе
Различные мусульманские движения на протяжении истории связывали с мусульманской теологией пацифизм. Но война со времен Мухаммеда была неотъемлемой частью исламской истории как для защиты, так и для распространения веры.
Мир является важным аспектом ислама, и мусульманам рекомендуется, но не обязательно требуется стремиться к миру и находить мирные решения всех проблем. Однако большинство мусульман, как правило, не пацифисты, поскольку учения Корана и хадисов позволяют мусульманам вести войны, если они могут быть оправданы. По мнению Джеймса Тёрнера Джонсона, в исламе нет нормативной традиции пацифизма.
До хиджры Мухаммед вёл со своими противниками в Мекке ненасильственную борьбу. Только после изгнания откровения Корана стали занимать более жёстокую позицию. Согласно Корану, сражение в целях самообороны не только законно, но и считается обязательным для мусульман. Однако в Коране говорится, что если враждебное поведение врага прекращается, то исчезает и причина для вступления с ним в бой.

## Статистика
Более ранние статистические академические исследования обнаружили доказательства того, что насильственные преступления менее распространены среди мусульманского населения, чем среди немусульманского. Однако эти исследования недостаточно учитывают различные определения и показатели насильственных преступлений в других правовых системах (например, они не учитывают домашнее насилие). Средний уровень убийств в мусульманском мире составил 2,4 на 100 000 человек, что втрое меньше, чем в немусульманских странах, где средний уровень убийств — 7,5 на 100 000 человек. Средний уровень убийств среди 19 самых густонаселённых мусульманских стран составил 2,1 на 100 000 человек, что менее одной пятой среднего уровня убийств среди 19 самых густонаселенных христианских стран, который составил 11,0 на 100 000 человек, включая 5,6 на 100 000 человек в Соединённых Штатах. Была обнаружена отрицательная корреляция между уровнем убийств в стране и процентом мусульман в ней, в отличие от положительной корреляции, обнаруженной между уровнем убийств в стране и процентом в ней христиан. По словам профессора Стивена Фиша: «Процент общества, состоящего из мусульман, является чрезвычайно хорошим предиктором уровня убийств в стране. Больший авторитаризм в мусульманских странах разницу не объясняет. Я обнаружил, что контроль в статистическом анализе политического режима не меняет результаты. Больше мусульман, меньше убийств». В то же время Фиш утверждает, что: «В недавней книге я сообщил, что в период с 1994 по 2008 год в мире произошло 204 террористических акта с большим количеством жертв. Исламисты были ответственны за 125, или 61 процент, этих инцидентов, что составило 70 процентов всех смертей». Профессор Джером Л. Неаполитан сравнил низкий уровень преступности в исламских странах с низким уровнем преступности в Японии, сравнив роль ислама с ролью японских синтоистских и буддийских традиций в развитии культур, подчеркивающих важность сообщества и социальных обязательств, что способствует уменьшению преступного поведения в сравнении с другими странами.

### Опросы
Опросы показали, что американские мусульмане придерживаются менее агрессивных взглядов, чем любая другая религиозная группа в Америке. 89 % американских мусульман заявили, что убийство мирных жителей никогда не может быть оправдано, по сравнению с 71 % католиков и протестантов, 75 % иудеев и 76 % атеистов и представителей нерелигиозных групп. Когда институт Гэллапа спросил, оправданно ли убийство гражданских лиц военными, процент людей, которые ответили, что иногда это оправдано, составил 21 % среди мусульман, 58 % среди протестантов и католиков, 52 % среди иудеев и 43 % среди атеистов.
По данным исследовательского центра Пью за 2006 год, 46 % нигерийских мусульман, 29 % иорданских мусульман, 28 % египетских мусульман, 15 % британских мусульман и 8 % американских мусульман считали, что теракты с участием смертников оправданы часто или иногда. К 2011 году для американских мусульман эта цифра осталась неизменной — по-прежнему 8 %. В 2010 году исследовательский центр обнаружил, что в Иордании, Ливане и Нигерии примерно 50 % мусульман положительно относятся к «Хезболле», и «Хамас» получил аналогичную поддержку.
Контртеррористические исследователи предполагают (согласно исследованию Роберта Пейпа, финансируемому Министерством обороны), что поддержка терактов с использованием смертников коренится в неприятии реальной или предполагаемой иностранной военной оккупации, а не исламе. Исследовательский центр Пью обнаружил, что поддержка смертной казни в качестве наказания для «людей, которые оставляют мусульманскую религию» составила 86 % в Иордании, 84 % в Египте, 76 % в Пакистане, 51 % в Нигерии, 30 % в Индонезии, 6 % в Ливане и 5 % в Турции.
Опрос, проведенный исследовательским центром Пью в 2013 году, показал, что большинство из 14 244 мусульман, христиан и других респондентов в 14 странах со значительным мусульманским населением обеспокоены исламским экстремизмом и придерживаются негативного отношения к известным террористическим группам.

### Опрос Гэллапа
Опрос Гэллапа собрал обширные данные в рамках проекта под названием «Кто говорит от имени ислама?». Джон Эспозито и Далия Могахед в своей книге «Кто говорит от имени ислама?» представляют данные, касающиеся исламских взглядов на мир и на многое другое. В книге приводятся данные опроса Гэллапа, проведённого на случайных выборках более чем в 35 странах с использованием различных исследовательских методов института (например, подбирались пары мужчин и женщин для интервьюирования, вопросы предварительно тестировались, шло общение с местными лидерами для одобрения, предпринимались пешие путешествия, когда они были единственным способом устроить опрос в регионе).
Данных было много. Во-первых, получилось, что люди, которые не любят Америку и считают террористические акты 11 сентября 2001 года «совершенно оправданными», образуют статистически обособленную группу с гораздо более радикальными взглядами. Авторы называют эти 7 % мусульман «политически радикализированными». Они выбрали такое название «из-за радикальной политической ориентации» и поясняют: «Мы не говорим, что все в этой группе совершают акты насилия. Однако те, кто придерживается экстремистских взглядов, потенциальные цели вербовки или источник поддержки террористических группировок». Данные также указывают на то, что бедность не единственная причина сравнительно радикальных взглядов этих 7 %, они, как правило, более образованы, чем умеренные мусульмане.
Авторы утверждают, что вопреки тому, что могут утверждать СМИ, большинство мусульман считают, что атаки 11 сентября на самом деле вообще не могут быть оправданы. Авторы назвали эти 55 % мусульман «умеренными». В эту же категорию вошли также те 12 %, которые заявили, что нападения практически невозможно оправдать вообще (таким образом, 67 % мусульман были отнесены к умеренным). 26 % мусульман не были ни умеренными, ни радикалами, оставшиеся 7 % были названы «политически радикальными». Эспозито и Могахед объясняют, что эти обозначения не следует воспринимать как абсолютно точные — могут существовать в целом не радикальные люди, которые считают, что нападения были оправданы, и наоборот.

## Восприятие ислама

### Отрицательное восприятие
Филип У. Саттон и Стивен Вертиганс описывают западные взгляды на ислам как основанные на стереотипе о нём как об изначально жестокой религии, характеризуя его как «религию меча». Они описывают образ ислама в западном мире как религию, в которой «доминируют конфликты, агрессия, „фундаментализм“ и глобальный насильственный терроризм».
Хуан Эдуардо Кампо пишет, что «европейцы (рассматривали) ислам по-разному: иногда как отсталую, жестокую религию; иногда как сказку „Тысяча и одна ночь“; а иногда как сложный и изменчивый продукт истории и общественной жизни». Роберт Глив пишет, что «в центре популярных представлений об исламе как жестокой религии находятся наказания, применяемые режимами, надеющимися укрепить как внутреннюю, так и международную репутацию ислама».
Теракт 11 сентября побудил многих немусульман осудить ислам как жестокую религию. По словам Корригана и Хадсона, «некоторые консервативные христианские лидеры (жаловались) на то, что ислам (не)совместим с тем, что они считали христианской Америкой». Среди евангельских христиан, которые выражали такие идеи — американский христианский евангелист и миссионер Франклин Грэм, и американский медиамагнат, исполнительный председатель и бывший южный баптистский священник Пэт Робертсон. Согласно опросу, проведённому связанной с Южной баптистской конвенцией исследовательской группой LifeWay Research, двое из трёх протестантских пасторов считают ислам «опасной» религией. Эд Штетцер, президент LifeWay, сказал: «Важно отметить, что в нашем опросе мы спрашивали, считают ли пасторы ислам „опасным“, но это не обязательно означает „жестоким“». Доктор Йоханнес Дж. Г. Янсен, арабист, написал эссе под названием «Религиозные корни мусульманского насилия», в котором он подробно обсуждает все аспекты проблемы и недвусмысленно приходит к выводу, что мусульманское насилие в основном основано на исламских религиозных заповедях.
Освещение террористических атак в СМИ играет решающую роль в формировании негативного восприятия ислама и мусульман. Пауэлл описал, как ислам изначально появился в новостях США в связи с нефтью, Ираком, Ираном, Афганистаном и терроризмом. Таким образом, аудитории была предоставлена база для ассоциации мусульман с контролем над нефтяными ресурсами, войной и терроризмом. Всего было проанализировано 11 террористических атак на территории США после 11 сентября и их освещение в 1638 новостных сюжетах национальных СМИ «через фреймы, состоящие из ярлыков, общих тем и риторических ассоциаций». Основные выводы:
- Освещение терроризма в СМИ США подпитывает культуру страха перед исламом и представляет Соединённые Штаты как добрую христианскую страну (Пауэлл, 105).
- Была выявлена чёткая закономерность в сообщениях, которая позволяет различать «террористов, которые были мусульманами и имели международные связи, и террористов, которые были гражданами США и не имели четких международных связей» (Пауэлл, 105). Это было использовано для создания иллюзии «войны ислама против Соединённых Штатов».
- «Американские мусульмане больше не могут „свободно“ исповедовать свою религию и называть её, не опасаясь преследования, осуждения или ассоциации с терроризмом» (Пауэлл, 107)

#### Исламофобия
Исламофобия — предубеждение, ненависть или страх по отношению к исламу или мусульманам. Хотя термин сейчас широко используется, как он сам, так и лежащая в его основе концепция подвергаются резкой критике. Были предложены другие термины для различения между предвзятыми взглядами на ислам и светски мотивированной критикой. Причины и характеристики исламофобии до сих пор являются предметом споров. Некоторые комментаторы утверждают, что рост исламофобии стал результатом атак 11 сентября, в то время как другие связывают его с возросшим присутствием мусульман в Соединённых Штатах, Европейском Союзе и других светских странах. Стивен Салаита утверждает, что именно после 11 сентября американцы арабского происхождения превратились в Соединённых Штатах из «невидимой группы» (по Надин Набер) в заметное сообщество, которое прямо или косвенно оказывает влияние на культурные войны, внешнюю политику, президентские выборы и законодательные традиции страны. Исламофобия процветает в Китае, по этой причине в регионе Синьцзян было беспричинно задержано более миллиона мусульман. Против уйгуров существуют такие правительственные репрессии, как лагеря перевоспитания.

### Положительное восприятие
В ответ на негативные представления Рам Пунияни, светский активист и писатель, говорит, что «Ислам не одобряет насилие, но, как и другие религии, верит в самооборону».
Марк Юргенсмейер описывает учение ислама как неоднозначное в отношении насилия. Он утверждает, что, как и все религии, ислам иногда допускает применение силы, подчеркивая при этом, что главная духовная цель — ненасилие и мир. Ральф Худ, Питер К. Хилл и Бернард Спилка пишут в книге «Психология религии: эмпирический подход»: «Хотя было бы ошибкой думать, что ислам по своей сути является религией насилия, было бы столь же неправильно не понимать условий, при которых верующие могут чувствовать себя вправе совершать насильственные действия против тех, кому, по их мнению, следует противостоять».
Аналогичным образом политолог, исламский реформатор и активист Чандра Музаффар говорит: «Кораническое изложение сопротивления агрессии, угнетению и несправедливости устанавливает параметры, в рамках которых борьба или применение насилия законны. Это значит, что можно использовать Коран в качестве критерия того, когда насилие законно, а когда нет».

## Сноски и источники

### Комментарии
1. ↑  Абдулла Юсуф Али в своих комментариях к Корану утверждает, что: «В случае семейных «разладов» есть четыре шага, которые следует предпринять в указанном порядке. (1) Возможно, словесного совета или увещевания может быть достаточно; (2) Если нет, половые отношения могут быть приостановлены; (3) Если этого недостаточно, может быть применено небольшое физическое воздействие; но имам Шафии считает это нецелесообразным, хотя и допустимым, и все авторитеты единодушны в осуждении любого рода жестокости, даже ворчания, как упомянуто в следующем пункте; (4) если все это не помогает,  в отрывке 4:35 рекомендуется провести семейный совет»[289].
2. ↑  Ибн Касир Ад-Дамишки пишет в Тафсир Аль-Коран Аль-Азим, что «Ибн Аббас и некоторые другие говорят, что аят относится к избиению, которое не является жестоким. Аль-Хасан Аль-Басри говорит, что это избиение не является жестоким»[293].